# Constantin Hangerli
Constantin Hangerli, Hangherli ou Handjery (né à Constantinople vers 1760 exécuté à Bucarest le 19 février 1799). Prince grec Phanariote au service du Gouvernement Ottoman il est Hospodar de Valachie de 1797 à 1799. 

## Origine
La famille Hangherli fait partie des nouvelles familles de Phanariotes qui accèdent au pouvoir à la fin du XVIIIe siècle. Sa fortune liée à l’accession au patriarcat de Constantinople de Samuel Ier Hangerli (1763-1768) et (1773-1774) qui favorise la carrière de ses neveux, les fils de son frère Gheorghi médecin à Constantinople (mort en 1789), en leur ménageant des perspectives de mariages dans les anciennes familles Phanariotes.

## Règne
Constantin Hangerli exerce la fonction de Drogman de la Flotte de 1790 à 1797. Il devient prince de Valachie en novembre 1797 après la déposition d’Alexandre Ypsilántis grâce à l’appui du Pacha Husein Küçük et il rejoint Bucarest le 4 janvier 1798.
Le prince Constantin Hangerli se rend rapidement impopulaire, par de nouvelles taxations destinées à faire face aux exigences des Ottomans, plus particulièrement auprès des paysans roumains qui n’hésitent pas à dissimuler leur récolte et leur bétail malgré les sanctions prises contre eux. 
Par ailleurs le protecteur de Constantin Husein Küçük avait été chargé de la mission de mettre fin à la rébellion d'Osman Pazvantoğlu, un dissident d’origine Bosniaque en Roumélie et il avait subi un échec. Craignant pour sa propre sécurité il n’hésite pas à dénoncer à la Sublime Porte Constantin Hangerli comme le responsable de la situation.
Le 18 février 1799 à Bucarest Constantin Hangerli est convoqué dans son propre palais par un kapidji arrivé en secret de la capitale qui le reçoit avec un exécuteur noir. Le turc décharge ses deux pistolets dans le ventre du prince pendant que le noir l’étrangle puis le poignarde. Il le décapite encore vivant et le dépouille de ses vêtements. Son cadavre demeure à demi-nu dans la cour princière jusqu’à ce que le kapidji qui avait organisé l’exécution et qui menaçait de le brûler accepte de le revendre à sa veuve. Le corps est inhumé à la hâte dans l’église Saint Spiridon dans la tombe du prince Scarlat Ghica mort en 1766. La tête du condamné est transportée à Constantinople où elle est exposée le 7 mars.

## Union et postérité
Constantin Hangerli avait épousé Roxanda Ghica une fille d’Alexandre Ier Ghica dont:
- Michel, Drogman de la Flotte de 1808 à 1811 décapité le 19 avril 1821
- Marie (1779-1871), épouse en 1803 de Grigore IV Ghica